# Kulinichí
Kulinichí (en ucraniano: Кулиничі, romanizado: Kulynychí; en ruso: Кулиничи) es un pueblo ucraniano perteneciente al óblast de Járkov. Situado en el noreste del país, es parte del raión de Járkov y del municipio (hromada) de Járkov.

## Geografía
Kulinichí es un suburbio al este de la ciudad de Járkov.  

## Historia
El asentamiento fue fundado en la segunda mitad de la década de 1670. En la segunda mitad del siglo XVII, Kulinichí perteneció al coronel cosaco Grigori Kvitka y más tarde al monasterio Pokrovski, formando parte del uyezd de Járkov de la gobernación de Járkov del Imperio ruso. 
Durante la Segunda Guerra Mundial, Kulinichí estuvo ocupada por la Alemania nazi entre octubre de 1941 y agosto de 1943.
El pueblo recibió el estatus de asentamiento de tipo urbano en 1957.
En 2013, la Rada del Óblast de Járkov votó a favor de fusionar el asentamiento con la ciudad de Járkov, pero la Rada Suprema aún no ha aprobado estos cambios. A partir de 2022, la estimación de las estadísticas de población publicada por el Servicio Estatal de Estadísticas de Ucrania todavía incluía a Kulinichí como un asentamiento de tipo urbano separado.En 2023, Kulinichí perdió el estatus de asentamiento de tipo urbano en la legislación ucraniana debido a la eliminación de este estatus administrativo.
Durante la invasión rusa de Ucrania, Kulinichí fue bombardeado repetidamente por el ejército ruso en las que hubo edificios de clínicas y jardines de infancia que sufrieron daños graves.

## Demografía
La evolución de la población de Kulinichí entre 1989 y 2022 fue la siguiente:
| 3477                                                          | 3101 | 3103 | 2985 | 2972 |
| (Fuente: Cities & Towns of Ukraine y UKRAINE: Größere Städte) |      |      |      |      |

## Infraestructura

### Transporte
Kulinichí tiene acceso a la carretera territorial T-21-04 y a la autopista M-03/E 40. La estación de tren Industrialnaya se encuentra en Kulinichí pero no tiene tráfico de pasajeros.